# Polonghera
Polonghera es una localidad y comune italiana de la provincia de Cuneo, región de Piamonte, con 1.153 habitantes.

## Evolución demográfica
| Gráfica de evolución demográfica de Polonghera entre 1861 y 2015 |
|                                                                  |
| Fuente ISTAT - elaboración gráfica de Wikipedia                  |